# Neuenherweg (Hückeswagen)
Neuenherweg ist eine Ortschaft in Hückeswagen im Oberbergischen Kreis im Regierungsbezirk Köln in Nordrhein-Westfalen (Deutschland).

## Lage und Beschreibung
Neuenherweg liegt im nordöstlichen Hückeswagen nahe der Bevertalsperre an der Kreuzung der Bundesstraße 483 (B483) und der Kreisstraße K11. Weitere Nachbarorte sind Herweg, Zipshausen, Heinhausen, Eckenhausen, Niederdahlhausen, Linde, Niederbeck, Mittelbeck und Funkenhausen.
Westlich der Ortschaft entspringen zwei Quellbäche des Neuenherweger Bachs.

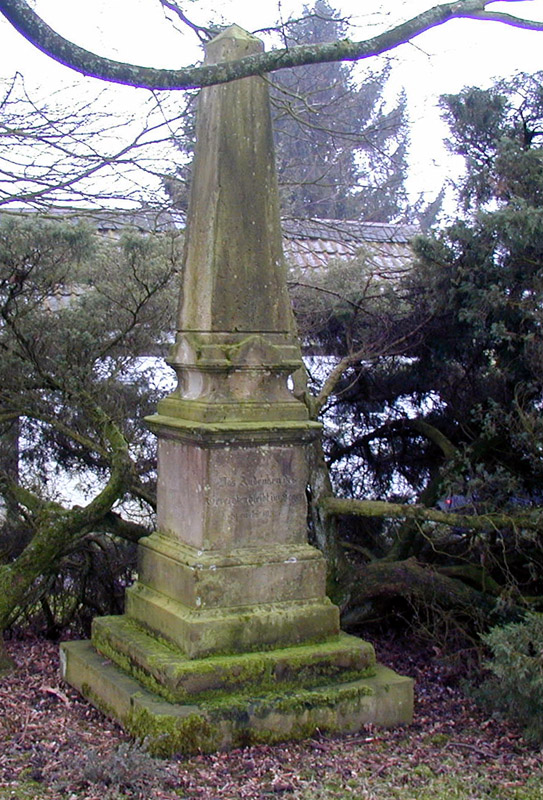
Denkmal (1892) für den Lehrer Dortkampf vor der ehemaligen Schule

## Geschichte
1532 wurde der Ort das erste Mal urkundlich erwähnt:  Gerardt, dessen Frau und Sohn to dem Heyde in der Heirdinxfelder Honschaft werden in einer Einwohnerliste genannt. Schreibweise der Erstnennung: to dem Heyde, offenbar hat eine Umbenennung des Ortes stattgefunden.
Im Jahre 1817 wurde für den Schulbezirk Herweg das Gebäude Neuenherweg 7, 9 errichtet, das 1886 nochmals erweitert wurde und bis 1922 als Schulgebäude fungierte. Heute steht es unter Denkmalschutz. Vor dem Gebäude wurde 1892 ein Denkmal zu Ehren des Lehrers Dortkampf errichtet.
Im Gemeindelexikon für die Provinz Rheinland werden 1885 vier Wohnhäuser mit 25 Einwohnern angegeben. Der Ort gehörte zu dieser Zeit zur Landgemeinde Neuhückeswagen innerhalb des Kreises Lennep. 1895 besaß der Ort vier Wohnhäuser mit 22 Einwohnern, 1905 sieben Wohnhäuser und 41 Einwohner.
Neuenherweg liegt an dem Teilabschnitt Hückeswagen–Radevormwald einer mittelalterlichen Heer-, Handels- und Pilgerstraße, der heutigen Bundesstraße. Von diesem Heerweg leitet sich der heutige Ortsname ab.

## Wander- und Radwege
Folgende Wanderwege führen durch den Ort:
- Die SGV-Hauptwanderstrecke X7 (Residenzenweg) von Arnsberg nach Düsseldorf-Gerresheim
- Der Ortswanderweg ▲ vom Radevormwalder Zentrum nach Purd
- Der Hückeswagener Ortsrundwanderweg A3 (Frohnhauser Bachtal)
- Der Radevormwalder Ortsrundwanderweg A2 (Hölterhof)